# Georges Bernier
Georget Léon Bernier, detto Georges, noto anche con lo pseudonimo di Professeur Choron (La Neuville-aux-Bois, 21 settembre 1929 – Parigi, 10 gennaio 2005), è stato uno scrittore, comico, giornalista e cantante francese, noto per essere stato il fondatore, insieme a François Cavanna, del giornale satirico Charlie Hebdo.

## Biografia
Nato a La Neuville-aux-Bois, Bernier rimase orfano di padre quando aveva 11 anni. Dopo la scuola svolse svariati lavori prima di arruolarsi come soldato nella guerra d'Indocina. Ritornato in Francia, svolse l'attività di venditore ambulante prima di diventare direttore delle vendite del giornale satirico Zéro. Fu lì che conobbe François Cavanna e Fred, con i quali fonderà nel 1960 il mensile Hara-Kiri.
Nel 1969 il team Hara Kiri creò Hara-Kiri Hebdo, che poco dopo fu ribattezzato L'Hebdo Hara-Kiri. Altre riviste pubblicate dalle Editions du Square di Bernier erano il fumetto mensile Charlie Mensuel, una delle prime riviste ecologiche La Gueule ouverte, Mords-y l'œil, Surprise, del designer Bernard Willem Holtrop e BD, l'hebdo de la BD, di Jean-Patrick Manchette.
Il 1970 vide la creazione di Charlie Hebdo, quotidiano politico settimanale fondato insieme a Cavanna e di cui Bernier era uno stretto collaboratore. La pubblicazione venne chiusa nel 1981 a causa di una riduzione del numero di lettori, ma fu rilanciata dagli stessi Cavanna e Bernier nel 1993.
Morì il 10 gennaio 2005 all'età di 75 anni a seguito di un'anemia refrattaria.

## Opere
- Les Jeux de con du professeur Choron, Éditions du Square, 1971.
- Les Fiches bricolage du professeur Choron, Éditions du Square, 1977.
- L'Art vulgaire, in collaborazione con Gébé, Éditions du Square, 1982.
- Les Chansons du Professeur Choron, illustrazioni di Philippe Vuillemin, Himalaya, 1991.
- Choron et Vuillemin sexologues, Magic Strip, 1992.
- Je bois, je fume et je vous emmerde, in collaborazione con Jean-Christophe Florentin, éd. Régine Deforges, 1992.
- Les Jeux de con du Professeur Choron, Glénat, 1992.
- Vous me croirez si vous voulez, in collaborazione con Jean-Marie Gourio, Flammarion, 1993.
- Y'a rien de pire que l'ignorance, in collaborazione con Philippe Vuillemin, Canal+ Éditions, 1996.
- Tout s'éclaire, in collaborazione con Éric Martin, Le Dilettante, 2001.